# Pistolas (canción)
«Pistolas» es una  canción y sencillo del grupo musical de Argentina Los Piojos. La canción es del año 1994 y fue incluida en el segundo álbum de estudio titulado Ay ay ay del mismo año. Creado por Andrés Ciro Martínez (vocalista del grupo) fue puesta en la lista de los diez más populares (7.º puesto) de las 100 mejores canciones del rock nacional por el sitio web Rock.com.ar.

## Video musical
Hay un video musical en vivo de Los Piojos interpretando la canción, es de un concierto dado durante la "Gira Ay ay ay" en el año 1994.